# Лунц, Борис Григорьевич
Борис Григорьевич Лунц (1908—1997) — советский лётчик. Участник конфликта на Китайско-Восточной железной дороге и Великой Отечественной войны. Герой Советского Союза (1943). Гвардии майор. Заслуженный лётчик-испытатель СССР (1964).

## Биография
Борис Григорьевич Лунц родился 8 мая 1908 года в городе Дрезден — столице королевства Саксония Германской империи (ныне город — административный центр земли Свободное государство Саксония Федеративной Республики Германия) в семье политических эмигрантов. Мать — русская, отец — еврей. В России с 1915 года. Жил в Москве. До призыва на военную службу закончил рабфак.
В ряды Рабоче-Крестьянской Красной Армии Б. Г. Лунц был призван в 1926 году. В 1927 году он окончил Ленинградскую Военно-теоретическую школу Красного Воздушного Флота, в 1928 году — 2-ю военную школу лётчиков Красного Воздушного флота. Служил на Дальнем Востоке в должности авиамоториста. В 1929 году в составе Особой Дальневосточной Армии Борис Григорьевич участвовал в вооружённом конфликте на Китайско-Восточной железной дороге.
В 1930 году Б. Г. Лунц уволился в запас и поступил в Балашовскую лётную школу Гражданского Воздушного флота, по окончании которой в 1931 году работал лётчиком 14-го транспортного отряда Украинского управления ГВФ в Харькове. С началом Великой Отечественной войны Б. Г. Лунц был мобилизован в качестве гражданского специалиста и в конце июня 1941 года направлен в Киевскую особую авиагруппу ГВФ. Служил вторым пилотом и командиром корабля ПС-84 в составе 1-го и 8-го отрядов. Выполняя специальные задания командования по выброске десантов в глубоком тылу противника (Прага, Плоешти, Ровно, Гомель), перевозке командного состава Красной Армии, доставке боеприпасов, почты и медикаментов, продуктов для осаждённого Ленинграда Борис Григорьевич совершил 125 боевых вылетов и был награждён орденом Красного Знамени.
В апреле 1942 года Б. Г. Лунц был вновь призван на военную службу. Ему присвоили звание старшего лейтенанта и направили в 101-й транспортный авиационный полк 1-й транспортной авиационной дивизии, где он был назначен на должность командира корабля Ли-2. В мае — июне 1942 года он участвовал в операции по снабжению попавшей в окружение 2-й ударной армии, в ходе которой сбросил в тылу врага около 15 тонн боеприпасов и продуктов. 6 июня 1942 года самолёт старшего лейтенанта Б. Г. Лунц был подбит немецкими истребителями, но командир корабля довёл горящую машину до места назначения и сбросил груз в заданном квадрате. Только после этого экипаж покинул горящий самолёт. Борис Григорьевич вернулся в свою часть и несмотря на множественные ожоги продолжил участие в операции на другом самолёте.
28 июля 1942 года 101-й транспортный авиационный полк был преобразован в 101-й авиационный полк дальнего действия в составе 1-й авиационной дивизии авиации дальнего действия СССР. С 1 августа 1942 года полк сосредоточился на обслуживании интересов Центрального штаба партизанского движения, а позднее и республиканских штабов. Борисом Григорьевичем совершал 156 вылетов к партизанам в глубокий тыл противника в районы населённых пунктов Хинель, Овруч, Киев, Чернигов, Мозырь, Брянск, Новозыбков, Осиповичи, Слуцк, Олевск, Борисов, Бобруйск, Мглин, Полоцк, из них 56 с посадкой на партизанские аэродромы. В ходе этих вылетов он доставил в партизанские соединения более 80 тонн грузов и эвакуировал в тыл более 500 раненых. 29 сентября 1942 года старший лейтенант Б. Г. Лунц совершил посадку на аэродром в зоне, где партизаны вели бой с карательными отрядами. После разгрузки самолёта по просьбе командования партизанского соединения экипаж несколько раз поднимал самолёт в воздух и наносил бомбовые удары по скоплениям живой силы противника. При полётах в зоны действия партизан Борису Григорьевичу нередко поручали освоение новых партизанских аэродромов, таких как Смелиж, Речица, Дубровка (Овручский район), озеро Червоное и Кожушки.
В качестве дальнего бомбардировщика Б. Г. Лунц участвовал в налётах на крупные железнодорожные узлы противника, такие как Курск, Орёл, Вязьма, Ржев, Щигры и Смоленск, бомбил переправы через Дон и скопления живой силы и техники неприятеля на сталинградском направлении. К лету 1943 года он прошёл путь от рядового лётчика до командира эскадрильи. Был произведён в капитаны. К июлю 1943 года Борис Григорьевич совершил 323 боевых вылета, из которых 229 ночью, на бомбардировку военно-промышленных объектов, живой силы и боевой техники противника, транспортировку боеприпасов и других грузов партизанам, высадку десантников во вражеском тылу, эвакуацию раненых.
27 июля 1943 года указом Президиума Верховного Совета СССР капитану Лунц Борису Григорьевичу было присвоено звание Героя Советского Союза. К концу 1943 года Борис Григорьевич получил звание майора. В январе 1944 года в ходе операции «Январский гром» эскадрилья майора Б. Г. Лунц в интересах Ленинградского фронта совершила 98 боевых вылетов на бомбардировку узлов сопротивления противника, в том числе и Красного Села. Затем она участвовала в налётах на военные объекты и инфраструктуру Финляндии. В мае 1944 года полковника В. С. Гризодубову на посту командира 101-го авиационного полка дальнего действия сменил подполковник С. С. Запылёнов, который вскоре назначил Бориса Григорьевича своим заместителем. В этой должности Борис Григорьевич активно занимался подготовкой молодых лётчиков, воспитав не менее 19 командиров кораблей. 5 ноября 1944 года 101-й авиационный полк дальнего действия был преобразован в 31-й гвардейский авиационный полк дальнего действия (7-й авиационный корпус дальнего действия), а 26 декабря 1944 года переименован в 31-й гвардейский бомбардировочный авиационный полк. До конца войны полк воевал в составе 1-й бомбардировочной авиационной дивизии 3-го гвардейского бомбардировочного авиационного корпуса 18-й воздушной армии. Гвардии майор Б. Г. Лунц закончил боевой путь в небе Германии, совершив за время войны в общей сложности 403 успешных боевых вылета.
В мае 1946 года гвардии майор Б. Г. Лунц уволился в запас. С 1946 по 1963 год Борис Григорьевич работал лётчиком-испытателем в НИИ-17 МРП (Научно-исследовательский институт Министерства радиопромышленности). Затем до мая 1973 года Борис Григорьевич был лётчиком-испытателем Научно-исследовательского лётно-испытательного центра «Взлёт». С 1973 по 1977 год работал инженером в НИИ-17 МРП. После выхода на пенсию Борис Григорьевич жил в Москве по адресу: 3-я Песчаная улица, 5. 5 февраля 1997 года он скончался. Похоронен на Кунцевском кладбище столицы.

## Награды и звания
- Медаль «Золотая Звезда» (27.07.1943);
- орден Ленина (27.07.1943);
- два ордена Красного Знамени (12.02.1942; 19.08.1942);
- орден Александра Невского (30.03.1944);
- три ордена Отечественной войны I степени (31.12.1943; 20.07.1945; 06.04.1985);
- орден Красной Звезды (03.11.1944).
- Медали, в том числе:

медаль «Партизану Отечественной войны I степени»;
медаль «За оборону Сталинграда»;
медаль «За оборону Ленинграда».
- Заслуженный лётчик-испытатель СССР (1964).

## Документы
- Общедоступный электронный банк документов «Подвиг Народа в Великой Отечественной войне 1941—1945 гг.» Дата обращения: 29 октября 2015. Архивировано 13 марта 2012 года.

Герой Советского Союза. Дата обращения: 2 июля 2012. Архивировано 6 октября 2012 года.
Представление к званию Героя Советского Союза (декабрь 1942). Дата обращения: 2 июля 2012. Архивировано 6 октября 2012 года.
Орден Красного Знамени (12.02.1942). Дата обращения: 2 июля 2012. Архивировано 6 октября 2012 года.
Представление к ордену Красного Знамени. Дата обращения: 2 июля 2012. Архивировано 6 октября 2012 года.
Орден Александра Невского. Дата обращения: 2 июля 2012. Архивировано 6 октября 2012 года.
Орден Отечественной войны 1-й степени (1945). Дата обращения: 2 июля 2012. Архивировано 6 октября 2012 года.
Орден Отечественной войны 1-й степени (1985). Дата обращения: 29 мая 2013. Архивировано 29 мая 2013 года.